# Sant’Onofrio dei Vecchi (Nápoly)
A Sant’Onofrio dei Vecchi egy nápolyi templom. Egy középkori kápolna helyén épült (Madonna del Carmine). A templom 19. századi restaurálása után az egykori kápolnából kevés maradt fent. A dei Vecchi (az öregek) megnevezést a templomhoz tartozó öregotthonról kapta. Alaprajza egyhajós, oldalkápolnákkal.

## További információ
- A Wikimédia Commons tartalmaz Sant’Onofrio dei Vecchi témájú kategóriát.